# Province della Thailandia

Province della Thailandia

Le province della Thailandia costituiscono il livello amministrativo di 3 livello più alto tra gli enti locali in cui è suddiviso il territorio nazionale. Le province (in lingua thai: จังหวัด, traslitterazione RTGS: changwat) sono 76, a cui va aggiunta quella dell'area metropolitana della capitale Bangkok, che è una zona a statuto speciale e viene considerata come una provincia poiché è amministrata allo stesso livello delle altre. Il sistema di suddivisione amministrativa in 77 province è quello ufficiale adottato dal dipartimento governativo dell'Istituto Reale di Thailandia.
Il nome delle provincia è lo stesso di quello del rispettivo distretto capoluogo (amphoe mueang), che di solito comprende e prende il nome dalla città più popolosa della provincia. Le province i cui distretti capoluogo non comprendono le città più popolose sono quelle di Tak (Mae Sot è la città più popolosa della provincia), Phetchaburi (Cha-am è la città più popolosa), di Pathum Thani (Rangsit è la città più popolosa), di Songkhla (Hat Yai è la città più popolosa), di Chonburi (Pattaya è la città più popolosa), di Narathiwat (Su-Ngai Kolok è la città più popolosa) e di Prachuap Khiri Khan (Hua Hin è la città più popolosa).
Un'altra eccezione è quella relativa alla Provincia di Ayutthaya, la cui denominazione ufficiale è "Provincia di Phra Nakhon Si Ayutthaya" (letteralmente: provincia della capitale del Regno di Ayutthaya).
Bangkok è sia la città più popolosa del paese che quella più densamente popolata. La provincia più estesa è quella di Nakhon Ratchasima, mentre la meno estesa è quella di Samut Songkhram. La provincia di Ranong è la più popolata, mentre quella di Mae Hong Son ha la minore densità di popolazione (dati secondo il censimento del 2000).
Ogni provincia è amministrata da un governatore, che è nominato dal Ministero degli Affari Interni. L'unica eccezione è Bangkok, il cui governatore è eletto dagli abitanti. Nella capitale, il potere esecutivo è nelle mani del governo provinciale, mentre quello legislativo è affidato al Consiglio metropolitano.

## Elenco delle province
Le province thailandesi vengono di seguito riportate secondo l'appartenenza geografica alle macroregioni del paese. I due sistemi di suddivisione in macroregioni si basano su criteri esclusivamente geografici e non hanno alcuna influenza sulla suddivisione amministrativa del paese. Il sistema a 6 macro-regioni fu istituito dal Consiglio Nazionale di Ricerca thailandese nel 1978, mentre quello a 4 macroregioni, tuttora usato occasionalmente, è quello storicamente legato alla vecchia suddivisione del territorio in monthon, operata dal Ministero dell'Interno nel 1897.

### Suddivisione in 6 macroregioni

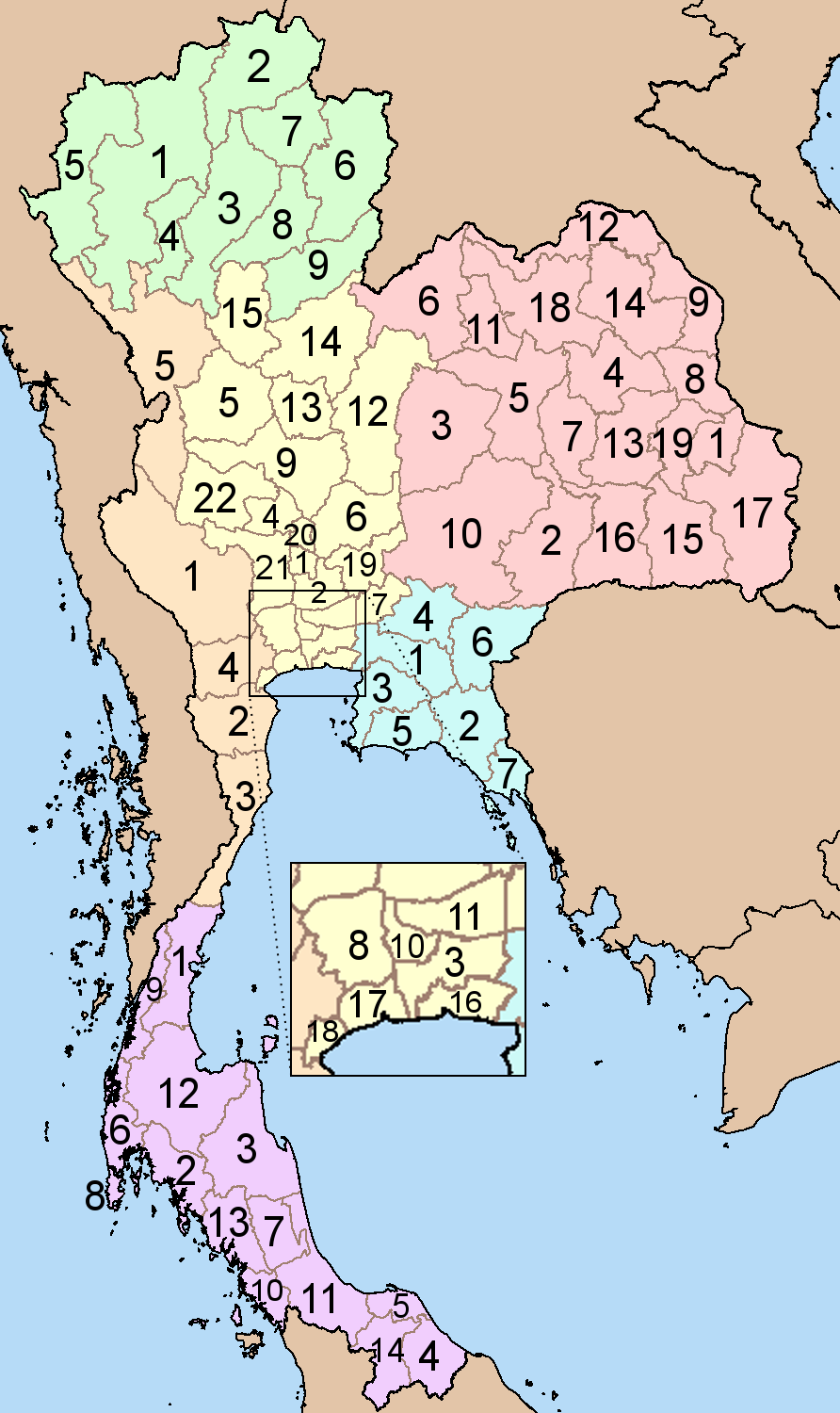
Mappa delle province della Thailandia suddivise nel sistema a 6 macro-regioni. Non è evidenziata la provincia di Bueng Kan, istituita nel 2011, a cui è stato assegnata la parte orientale del territorio della provincia di Nong Khai

| Nord 1. Chiang Mai (เชียงใหม่) 2. Chiang Rai (เชียงราย) 3. Lampang (ลำปาง) 4. Lamphun (ลำพูน) 5. Mae Hong Son (แม่ฮ่องสอน) 6. Nan (น่าน) 7. Phayao (พะเยา) 8. Phrae (แพร่) 9. Uttaradit (อุตรดิตถ์) Ovest 1. Kanchanaburi (กาญจนบุรี) 2. Phetchaburi (เพชรบุรี) 3. Prachuap Khiri Khan (ประจวบคีรีขันธ์) 4. Ratchaburi (ราชบุรี) 5. Tak (ตาก) | Nord-Est 1. Amnat Charoen (อำนาจเจริญ) 2. Buri Ram (บุรีรัมย์) 3. Chaiyaphum (ชัยภูมิ) 4. Kalasin (กาฬสินธุ์) 5. Khon Kaen (ขอนแก่น) 6. Loei (เลย) 7. Maha Sarakham (มหาสารคาม) 8. Mukdahan (มุกดาหาร) 9. Nakhon Phanom (นครพนม) 10. Nakhon Ratchasima (นครราชสีมา) 11. Nong Bua Lamphu (หนองบัวลำภู) 12. Nong Khai (หนองคาย) 13. Roi Et (ร้อยเอ็ด) 14. Sakon Nakhon (สกลนคร) 15. Si Sa Ket (ศรีสะเกษ) 16. Surin (สุรินทร์) 17. Ubon Ratchathani (อุบลราชธานี) 18. Udon Thani (อุดรธานี) 19. Yasothon (ยโสธร) 20. Bueng Kan (บึงกาฬ) |
| Centro 1. Ang Thong (อ่างทอง) 2. Ayutthaya (พระนครศรีอยุธยา) 3. Bangkok (Krung Thep Maha Nakhon) (กรุงเทพมหานคร), zona a statuto speciale 4. Chainat (ชัยนาท) 5. Kamphaeng Phet (กำแพงเพชร) 6. Lopburi (ลพบุรี) 7. Nakhon Nayok (นครนายก) 8. Nakhon Pathom (นครปฐม) 9. Nakhon Sawan (นครสวรรค์) 10. Nonthaburi (นนทบุรี) 11. Pathum Thani (ปทุมธานี) 12. Phetchabun (เพชรบูรณ์) 13. Phichit (พิจิตร) 14. Phitsanulok (พิษณุโลก) 15. Sukhothai (สุโขทัย) 16. Samut Prakan (สมุทรปราการ) 17. Samut Sakhon (สมุทรสาคร) 18. Samut Songkhram (สมุทรสงคราม) 19. Saraburi (สระบุรี) 20. Sing Buri (สิงห์บุรี) 21. Suphanburi (สุพรรณบุรี) 22. Uthai Thani (อุทัยธานี) | Est 1. Chachoengsao (ฉะเชิงเทรา) 2. Chanthaburi (จันทบุรี) 3. Chon Buri (ชลบุรี) 4. Prachinburi (ปราจีนบุรี) 5. Rayong (ระยอง) 6. Sa Kaeo (สระแก้ว) 7. Trat (ตราด) Sud 1. Chumphon (ชุมพร) 2. Krabi (กระบี่) 3. Nakhon Si Thammarat (นครศรีธรรมราช) 4. Narathiwat (นราธิวาส) 5. Pattani (ปัตตานี) 6. Phang Nga (พังงา) 7. Phatthalung (พัทลุง) 8. Phuket (ภูเก็ต) 9. Ranong (ระนอง) 10. Satun (สตูล) 11. Songkhla (สงขลา) 12. Surat Thani (สุราษฎร์ธานี) 13. Trang (ตรัง) 14. Yala (ยะลา)                                            |

### Suddivisione in 4 macroregioni
La suddivisione del paese in quattro macro-regioni esclude la Thailandia dell'Est e la Thailandia dell'Ovest, e le province vengono distribuite nel seguente modo:
- La Thailandia del Nord comprende 17 province; oltre alle 9 della suddivisione in 6 macroregioni, sono presenti le province di Kamphaeng Phet, Nakhon Sawan, Phetchabun, Phichit, Phitsanulok, Sukhothai, Tak e Uthai Thani
- La Thailandia Centrale comprende 25 province più la zona a statuto speciale di Bangkok.[1] Rispetto alla suddivisione in 6 macroregioni, comprende le 7 province della Thailandia dell'Est e le seguenti province della Thailandia dell'Ovest: Kanchanaburi, Phetchaburi, Prachuap Khiri Khan e Ratchaburi, mentre le province di Kamphaeng Phet, Nakhon Sawan, Phetchabun, Phichit, Phitsanulok, Sukhothai e Uthai Thani vanno a far parte della Thailandia del Nord
- La Thailandia del Nordest rimane invariata con 20 province
- La Thailandia del Sud rimane invariata con 14 province

## Storia

### Prima del 1892
Molte province risalgono a quelle che costituivano i regni tributari del Siam, il nome della Thailandia prima del 1932. Anche allora le province erano create intorno al capoluogo di provincia (mueang), e includevano i villaggi circostanti e le città satelliti. Le province erano amministrate o da un governatore, nominato dal re, o da una potente famiglia discendente da antichi re e principi locali, cui era stato accordato questo privilegio dal sovrano del Siam. Il governatore era un esponente dell'aristocrazia o della ricca borghesia locale, senza il cui appoggio l'amministrazione sarebbe stata problematica. Il governatore e la sua amministrazione non erano pagati dal re, ma prelevavano i propri emolumenti dalle tasse locali che imponevano. Ogni provincia era tenuta ad inviare un tributo annuale a Bangkok.
Le province erano suddivise in quattro classi differenti. La prima classe era composta dalle province di confine. La seconda da quelle che avevano avuto in precedenza un sovrano locale. La terza classe era composta da nuove province create con lo smembramento di altre province. La quarta classe era composta dalle province vicine alla capitale. Gli Stati tributari come il Regno di Lanna, quelli laotiani di Vientiane e Luang Prabang, la Cambogia, ed il sultanato malese di Kedah erano vassalli del regno ma godevano di una propria autonomia, anche superiore a quella delle province. Secondo quello che viene definito il sistema Mandala, gli stati semi-indipendenti a volte erano tributari di più di un regno.
Quando la popolazione diventava troppo numerosa, una parte del territorio della provincia veniva assegnato ad una nuova provincia. Altre venivano create per motivi politici: quando un governatore diventava troppo potente, i territori delle città satelliti a quella dove era insediato, facenti parte della sua giurisdizione, venivano assegnati ad una nuova provincia, come accadde per la nascita della provincia di Maha Sarakham.
La riforma dell'amministrazione provinciale iniziò nel 1870 ed ebbe lo scopo di arginare la crescente pressione dei britannici e dei francesi, che in quegli anni colonizzarono tutti gli altri Stati del sudest asiatico. In particolare, nelle aree vicine ai confini furono inviati dei commissari che esercitassero un maggior controllo sulle province e sugli stati tributari.

### La riforma amministrativa del 1892
Alla fine del XIX secolo, Re Chulalongkorn riformò il governo centrale drasticamente. Nel 1892 il governo, che in precedenza aveva molte competenze sovrapposte, fu riformato secondo il modello delle amministrazioni occidentali. Il principe Damrong Rajanubhab fu posto a capo del Ministero del Nord (Mahatthai), competente per l'amministrazione del nord del paese. Quando il Ministero del Sud (Kalahom) fu sciolto nel 1894, il Principe Damrong divenne Ministro degli Interni, responsabile per l'amministrazione provinciale di tutto il paese.

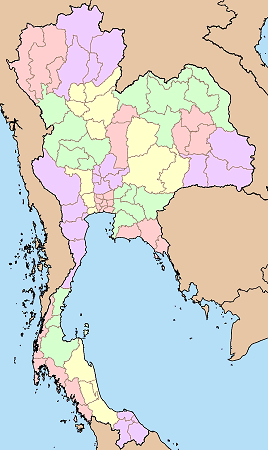
La suddivisione in monthon del 1915

A partire dal 1893, i commissari amministrativi che già operavano in alcune parti del paese furono rinominati commissari sovrintendenti (thesaphiban khaluang), e l'area di cui erano responsabili fu chiamata monthon. I monthon furono dapprima creati in aree di importanza strategica, mentre in altre zone le province mantennero la loro autonomia un po' più a lungo. Diverse tra le province più piccole furono ridimensionate a distretto (amphoe) o a sotto-distretto (tambon) ed inserite in una provincia vicina, a volte per ragioni amministrative, altre volte per rimuovere un governatore non gradito.
In alcune regioni esplosero ribellioni contro il nuovo sistema amministrativo, di solito guidate dalla nobiltà locale che si vedeva esautorata del potere. La più rilevante fu la ribellione dell'Uomo Santo nel 1902 nella Thailandia del Nordest, che nacque come la rivolta di una setta messianica, e vide i ribelli attaccare i locali uffici governativi. La città di Khemarat fu bruciata dai ribelli, ma dopo pochi mesi la ribellione fu sedata.
Quando il principe Damrong si dimise nel 1915, l'intero paese era stato suddiviso in 19 monthon (inclusa l'area intorno a Bangkok, che rimase sotto la responsabilità di un altro ministero fino al 1922), che comprendevano un totale di 72 province.
Nel dicembre 1915, il re Vajiravudh annunciò la creazione di regioni (phak), ognuna amministrata da un viceré (upparat), per assorbire diversi monthon . Fino al 1922 furono create quattro regioni, che però furono sciolte nel 1925. Allo stesso tempo alcuni monthon furono unificati, nel tentativo di semplificare l'amministrazione e ridurre i costi.
Dopo il 1916, la parola changwat fu utilizzata per indicare le province, sia per distinguerle dai capoluoghi di provincia  (mueang o amphoe mueang), che per sottolineare la nuova struttura amministrativa.

### Dal 1932
I monthon furono definitivamente sciolti quando la monarchia assoluta del paese fu trasformata in monarchia costituzionale, nel 1932. Venne dato nuovo impulso al decentramento amministrativo e le province diventarono il nuovo livello superiore della suddivisione territoriale. A partire dalla seconda metà del XX secolo, furono create nuove province dallo smembramento di province più grandi. Tra le ultime ad ottenere lo status di provincia sono state quelle di Sa Kaeo, Nong Bua Lamphu e Amnat Charoen, create nel 1993.
Nel 1972 le due province di Phra Nakhon, come veniva chiamata la provincia di Bangkok, e Thonburi sono state inglobate nella nuova area a statuto speciale di Bangkok, che combina la funzione di provincia, retta dal governatore comunale, con quella di metropoli, guidata dal neo-formato consiglio metropolitano.
Un progetto di legge del 2005 proponeva di promuovere l'area intorno all'Aeroporto Internazionale di Bangkok-Suvarnabhumi a zona ad amministrazione speciale, il che l'avrebbe resa la 76ª provincia thailandese. I distretti di Bangkok Lat Krabang e Prawet, e quelli della provincia di Samut Prakan Bang Phli e Bang Sao Thong avrebbero dovuto formare la nuova provincia di Maha Nakhon Suvarnabhumi. Una risoluzione governativa del 2007 ha bocciato tale disegno di legge.
Nel 2007 è stato proposto di creare una nuova provincia nel sud del paese per l'80º compleanno del re. Avrebbe dovuto interessare il distretto di Cha-Am di Petchaburi e quelli di Hua Hin, Pranburi e Sam Roi Yot di Prachuap Khiri Khan.
Il 23 marzo del 2011 è stata creata nel nord-est la provincia di Bueng Kan, a cui è stato assegnata una parte del territorio della provincia di Nong Khai.

## Suddivisione territoriale delle province

### Distretti
Ogni provincia ha un numero variabile di distretti, detti amphoe (อำเภอ) che in totale sono 878, a cui vanno aggiunti i 50 distretti di Bangkok, che sono chiamati khet (เขต), anche se nei documenti ufficiali a volte sono erroneamente identificati come amphoe. Il numero di distretti in ogni provincia varia, dai tre delle province più piccole ai cinquanta di Bangkok.
Ogni distretto ha un proprio ufficio, chiamato Thi wa kan amphoe (ที่ว่าการอำเภอ), che svolge principalmente la funzione di registro dello stato civile. Al vertice di questo Ente Locale vi è il capo-distretto, (Nai amphoe, นายอำเภอ), che viene nominato dal Ministero degli Interni ed è subordinato al governatore provinciale.

#### Distretti capoluogo di provincia
L'amphoe mueang (in thai: อำเภอเมือง) è il distretto della "municipalità capoluogo" (in thai: เมือง, trasl. mueang) di provincia, che ospita gli uffici dell'amministrazione provinciale. Ospita generalmente le città più grandi della provincia, che ricadono però sotto la classificazione delle municipalità (thesaban). Il territorio comunale occupa solo una parte di quello occupato dal distretto capoluogo.
Vi sono alcune eccezioni in cui le città più grandi della provincia non fanno parte dell'amphoe mueang, come nel caso di Hat Yai, la città più grande della provincia di Songkhla, dove il distretto capoluogo è quello della stessa Songkhla. L'unico distretto capoluogo di provincia che non prende il nome di amphoe mueang è quello di Ayutthaya, che viene chiamato Amphoe Phra Nakhon Si Ayutthaya (in thai: อำเภอพระนครศรีอยุธยา, lett. distretto della città reale di Ayutthaya)

### Sottodistretti
I distretti sono composti da un numero variabile di sotto-distretti, chiamati tambon (ตำบล) che, a tutto il 2009, erano 7.255. A questi vanno aggiunti i 169 sotto-distretti di Bangkok, che sono chiamati khwaeng (แขวง).
Nell 2001 sono state istituite le "Organizzazioni Amministrative dei Tambon", al cui vertice sono stati posti i "Consigli di Tambon". Ognuno di tali organismi è composto da un'assemblea a cui partecipano due rappresentanti di ogni villaggio (muban) in cui è suddiviso il sotto-distretto. L'assemblea elegge il "Presidente di Tambon". I territori dei sotto-distretti che fanno parte delle municipalità , dette (thesaban), sono amministrati direttamente dal Consiglio Municipale.

### Villaggi
Gli Enti Locali thailandesi di minore importanza sono i villaggi, chiamati muban (หมู่บ้าน). Ogni sotto-distretto ha un numero variabile di muban, che su scala nazionale erano 74.944 nel 2008.
Vengono chiamati villaggi anche le suddivisioni territoriali comunali più piccole, che non hanno un capovillaggio, ma hanno due rappresentanti nel Consiglio di Tambon. Nelle aree più remote, la popolazione elegge un capovillaggio (thai: Phu Yai Ban, ผู้ใหญ่บ้าน), la cui nomina viene ufficializzata dal Ministero degli Interni. La funzione del capovillaggio è prevalentemente quella consultiva.

## Classificazione delle città
Le città thailandesi sono denominate thesaban, hanno un proprio municipio ed una propria organizzazione e vengono suddivise a seconda del numero di abitanti:
- Thesaban nakhon, per le città che hanno più di 50.000 abitanti
- Thesaban mueang, per le città che hanno dai 10.000 ai 50.000 abitanti
- Thesaban tambon, per le città con meno di 10.000 abitanti.

Sia Bangkok che Pattaya sono municipalità ad amministrazione speciale al di fuori del sistema dei thesaban.
I thesaban svolgono nell'amministrazione cittadina alcune delle funzioni amministrative riservate ai distretti (amphoe), ai sotto-distretti (tambon) ed ai villaggi (muban) nelle aree rurali.